# Igreja de Santa Maria a Virgem (Felmersham)

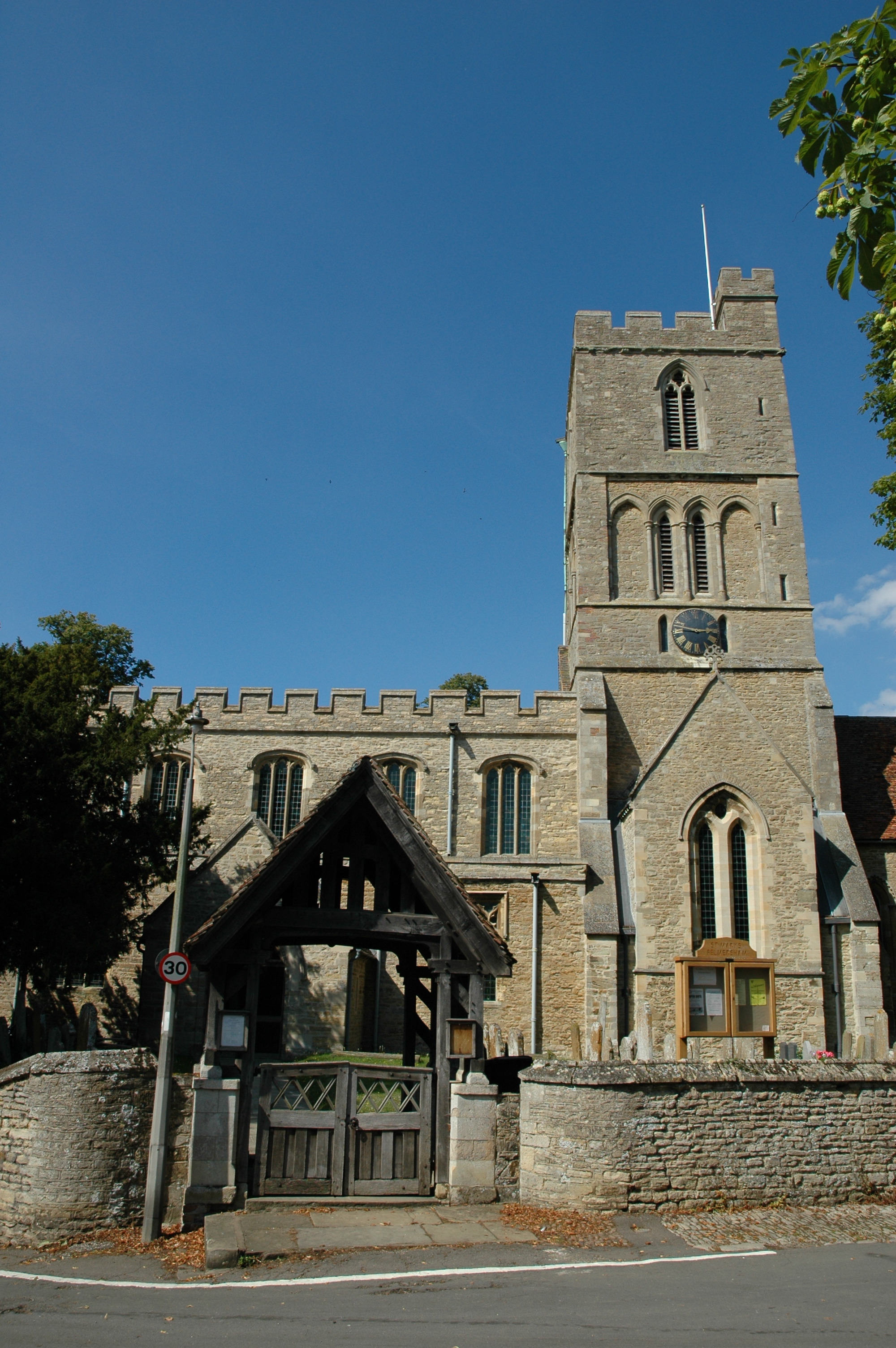
Igreja de Santa Maria a Virgem, Felmersham

A Igreja de Santa Maria a Virgem é uma igreja listada como Grau I em Felmersham, Bedfordshire, na Inglaterra.
Tornou-se um edifício listado em 13 de julho de 1964.